# Agostino Trionfi
Agostino Trionfi (o Trionfo), meglio noto come Agostino d'Ancona e latinizzato come Augustinus Triumphus (Ancona, 1275 circa – Napoli, 2 aprile 1328 ?) è stato un teologo e scrittore italiano dell'Ordine agostiniano. 
Fu autore di almeno 36 opere, tra le quali spicca il De potestate Ecclesiastica, dove sostiene i diritti del papa contro l'imperatore.

## Biografia

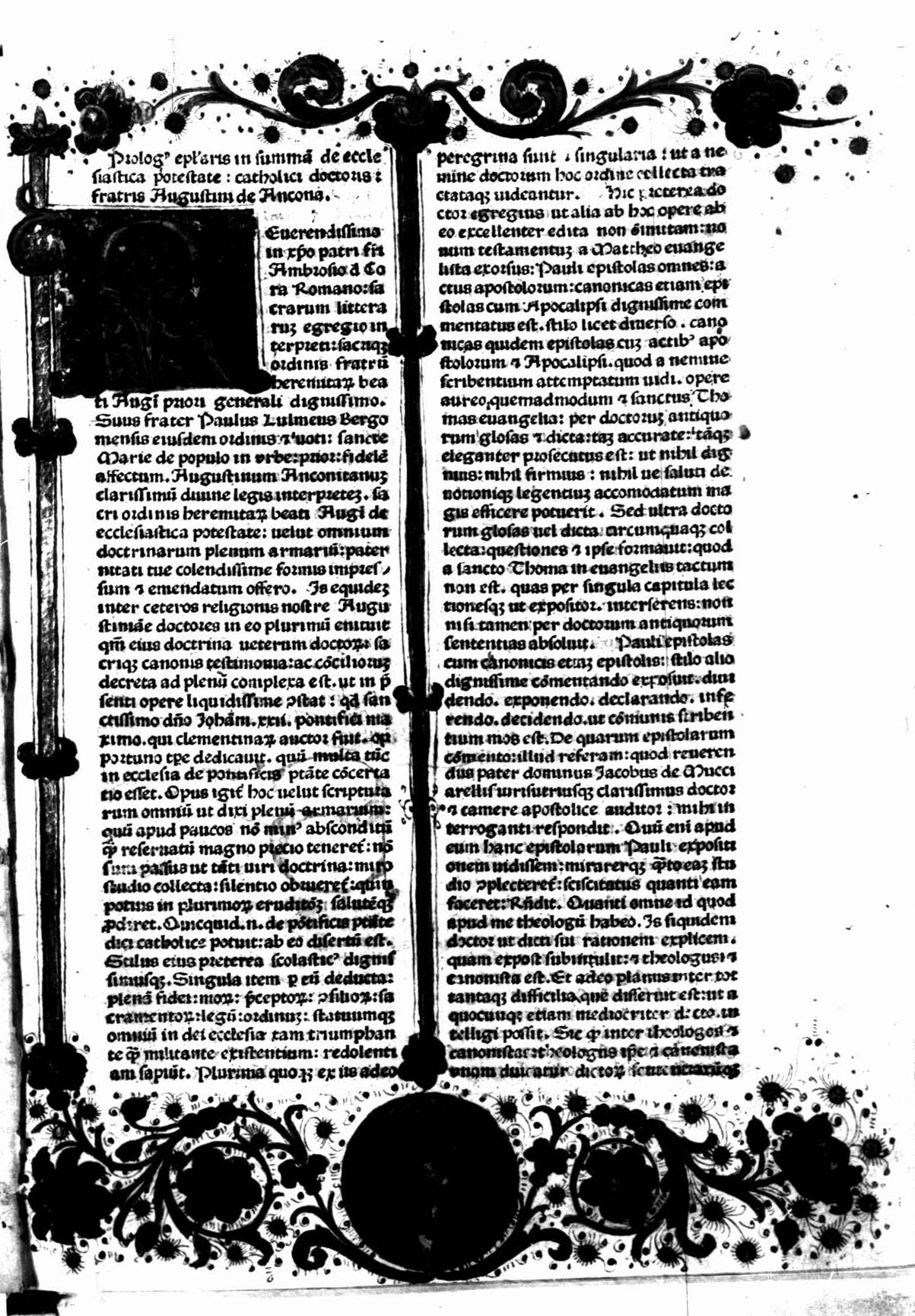
Summa de potestate ecclesiastica, 1472

Nacque ad Ancona probabilmente intorno al 1275; le notizie sulla sua vita non sono note, anche se è stato riportato come nato nel 1243 da Benedetto Trionfi (di una nobile famiglia della regione), e da Ginevra Bompiani, sorella del beato Guglielmo Bompiani, appartenente all'Ordine Eremitano di S. Agostino, da cui venne ben presto indirizzato ad una vita religiosa. A 17 anni entrò a far parte dello stesso ordine dello zio materno.
Notato per il suo ingegno, venne inviato a studiare a Parigi dove fu discepolo di San Tommaso d'Aquino. In seguito, dal 1271, egli stesso insegnò Teologia all'università di quella città. Nel 1274, nonostante la giovane età, venne incaricato dal papa Gregorio X di partecipare al Concilio di Lione, in luogo dello stesso Tommaso d'Aquino, deceduto mentre si intraprendeva al viaggio.
In seguito venne chiamato a Napoli da Carlo II che lo volle suo teologo e consigliere. Sia lui che il figlio Roberto I si avvalsero delle sue capacità anche per trattare affari di stato presso altri principi. Come segno della propria riconoscenza, moltiplicarono i conventi di Agostiniani nelle Calabrie.
Nella città campana morì a 85 anni di età e venne sepolto nella chiesa di Sant'Agostino, davanti all'altar maggiore. L'epigrafe apposta al suo sepolcro recita: ANNO DOMINI MCCCXXVIII / DIE SECVNDA APRILIS /INDITIONE XI. / OBIIT BEATVS AVGVSTINVS / TRIVMPHVS DE ANCONA / MAGISTER IN SACRA PAGINA / ORDINIS PATRVM EREMITARVM / SANCTI AVGVSTINI / QVI VIXIT ANNOS LXXXV. / EDIDITQ(ue). SVO ANGELICO INGENIO / XXXVI. VOLVMINA LIBRORVM / SANCTVS IN VITA ET /CLARVS IN SCIENTIA / VNDE OMNES DEBENT SEQVI / TALEM VIRVM. QVI FVIT / RELIGIONE SPECVLVM. ("Nell'anno del Signore 1328, il 2 di aprile, 11 indizione, è morto il beato Agostino Trionfi di Ancona. Maestro nelle Sacre Scritture, dell'Ordine dei padri eremiti di S. Agostino, vissuto 85 anni. Con il suo ingegno angelico scrisse 36 volumi. Santo in vita e illustre nella scienza, per cui tutti devono prendere ad esempio un uomo siffatto, di specchiata religiosità"). Si tratta tuttavia di una lapide ricostruita e l'attendibilitù di tali notizie è stata messa in dubbio.

## Opere
- Quodlibeta: quae Parisiis difendit publice.
- In quatuor Libros Sententiarum.
- Contra Divinatores, et Somniatores: hortatu Simonis S. R. E. Presb. Card. Sanctae Ceciliae.
- Super facto Templariorum,
- Liber de Amore Spiritus Sancii, et alter de Resurrectione mortuorum: quos Leonardo Quercino S. R. E. Cord. Albano dedicavit.
- De Spirita Sancto contra Graecos.
- De praedestinatione et praescientia.
- De Libero Arbitrio.
- De Consolatione Animarum Beatarum.
- Decretalem, Firmiter, de Summa Trinitate, et Fide Catholica explanavit: rogante Joanne Britanno Viro illustri, et Ecclesiae Varadiensis, Rectore.
- In Ezechielem, in Matthaeum, in Marcum, in Joannem.
- In Epistolas omnes Pauli, lib. XIV.
- Catena Patrum in omnes Epistolas Pauli.
- In Acta Apostolorum.
- Catena Patrum in Acta Apostolorum.
- In Apocalypsim.
- In Epistolas Pauli Canonicas : novum, et copiosius, ingeniosiusque Opus tertio edidit, quod Gerardo Archidiacono Tolosano, Gerardi Parmensis Cardinalis Episcopi Sabinensis Nepoti inscripsit.
- In Cap. I. Lucae super Missus est; super Ave Maria; super Canticum Magnificat.
- De introitu Terrae Promissionis.
- De Canticu Spirituali, sive de decem Chordis.
- De Potestate Ecclesiastica ad Joannem XXII.
  - (LA) Summa de potestate ecclesiastica, Roma, Francesco Cinquini, 1472.
- De Potestate Collegi, mortuo Papa.
- De Potestare Praelatorum.
- De Thesauro Ecclesiae.
- De Sacerdotio et Regno, ac de donatione Constantini.
- De Praedicatione Generis et Speciei.
- Destructio Arboris Porphyrianae.
- De Cognitione et potentiis Animae.
- Expositiones et Quaest. in lib. Priorum Arist.
- Commentatio in lib. Posteriorium.
- Commentarios in lib. Priorum et Posteriorum: distinctius postea ornatiusque digessit rogatu Conradi Filii Guidonis Comitis Montis Feretri, Fratris Augustiniani, Discipuli sui.
- Commentatio super duodecim libros Metaphysicorum.
- Sermones ejus Dominicales ad Clerum, et Sermones de Sanctis ad eumdem: extant Romae in Bibliotheca Augustiniana.
- Tabula, sive Judex in Moralia S. Gregorii, aliosque ejus libros, et tractatus: est in Bibliotheca S. Marci Mediolani.
- Milleloquium ; insigne ex scriptis D. Augustini Volumen : idem inchoavit sed mors interveniens scribentem interturbavit. Bartholomaeus deinde Vrbinatium Episcopus , et ipse Augustinianus, perfecit quare et hujus nomen praefert.